# باشگاه فوتبال تراکتورسازی تبریز در فصل ۹۶–۱۳۹۵
فصل ۹۶–۱۳۹۵، نهمین فصل، حضور باشگاه فوتبال تراکتورسازی تبریز در لیگ برتر فوتبال ایران است که هشتمین فصل حضور متوالی این تیم در سطح اول فوتبال ایران به حساب می‌آید. این فصل، چهل و هفتمین سال فعالیت باشگاه تراکتورسازی در رشته فوتبال نیز محسوب می‌شود.

## مرور فصل

### مرداد
۴ مرداد: اولین بازی تیم تراکتورسازی در این فصل بود و همین‌طور شروع‌کننده لیگ برتر امسال بود که در مقابل مدافع عنوان قهرمانی سال گذشته استقلال خوزستان قرار گرفت که این بازی در ورزشگاه شهید باکری تبریز برگزار شد بنا به تعمیر یادگار امام در این ورزشگاه برگزار شد. نتیجه بازی به تساوی ۲–۲ ختم شد تا هردو تیم با یک امتیاز کار خود را در هفته اول به پایان برسانند. از حاشیه‌های این بازی حضور مدیرعامل تراکتورسازی آقای مصطفی آجرلو، در بین تماشاگران بود که با استقبال آنان همراه
۱۱ مرداد: دومین بازی لیگ برای تراکتور همانند هفته اول با مساوی صفر-صفر به پایان رسید. این بازی که در ورزشگاه تختی آبادان بود که با دمای ۵۰ درجه سلسیوس همراه بود. میزبان این بازی نفت آبادان بود که بعد از مدت‌ها در لیگ برتر حضور یافته بود و با ۱۵ هزار تماشاگر همراه شد که ۱۵۰۰ تای آن تراکتوری بودند. این بازی با حملات تراکتوری‌ها و دفاع خوب آبادانی‌ها همراه بود که سرمربی تراکتوری‌ها از بالا بودن دمای هوا سخن به میان آورد که دلیل نتیجه نگرفتن بازیکنانش با وجود آن همه موقعیتی که خلق کرده بودند. از حاشیه‌های این بازی می‌توان از تشویق ادینیو توسط آبادانی‌ها و فحاشی به سرمربی تراکتوری‌ها و پرتاب سنگ از سوی هواداران نفت به سمت نیمکت تراکتوری‌ها و برخورد آن با دروازه‌بان دوم تراکتوری‌ها فرزین گروسیان اشاره کرد. داور این مسابقه نیز اشکان خورشیدی بود و کمک داوران این بازی نیز بابک داوری و تورج عیوض محمدی بودند. تراکتورسازی نیز با کسب ۲۸۸ امتیاز در ۶ دوره از لیگ برتر در دهه ۹۰ همچنان صدرنشین هست.
۱۷ مرداد: تراکتورسازی بازی سوم خود را مقابل پیکان در حالی شروع کرد که باز هم مجبور به بازی در ورزشگاه اختصاصی خود ورزشگاه شهید باکری تبریز شد که مدیرعامل این باشگاه از کم بود امکانات این ورزشگاه برای هواداران ابراز ناراحتی کرد. این بازی که با حضور کلی تماشاگر برگزار شد نتیجه بازی ۳ به ۱ به نفع تراکتورسازان تمام شد تا تراکتوری‌ها اولین برد خود در لیگ امسال و هم‌زمان اولین برد خانگی خود را جشن بگیرند. این مسابقه را رضا مهدوی با کمک‌های اسد حاج محمد و حمید سبحانی سوت زد. محمد ایران‌پوریان در دقیقه ۲۵ بازی کارت زرد دریافت کرد. گل‌های تراکتور را محمد ابراهیمی در دقیقه ۲۴، ادینیو در دقیقه ۲۶ و جاسم کرار در دقیقه ۵۱ زدند. با این برد تراکتوری‌ها ۵ امتیازی شدند و با تفاضل گل بیشتر بالاتر از ماشین‌سازی تبریز و نفت آبادان در جایگاه سوم ایستادند.
۲۱ مرداد: تراکتورسازی بازی سوم خود را مقابل ماشین‌سازی تبریز برگزار نمود

### شهریور
۲۰ شهریور:‌بازی هفته پنجم تیم تراکتورسازی در مقابل تیم پرسپولیس انجام شد . تیم تراکتورسازی میزبان پرسپولیس بود و بازی با نتیجه مساوی بدون گل به پایان رسید.
۲۵ شهریور:‌در هفته ششم لیگ،‌تیم تراکتورسازی در شهر اصفهان به مصاف تیم ذوب‌آهن رفت و با نتیجه ۲ بر یک این تیم را شکست داد و با این پیروزی و در پایان هفته ششم صدر جدول را از آن خود نمود.
۳۰ شهریور: اولین بازی هفته هفتم لیگ برتر با بازی تیم تراکتورسازی مقابل سیاه‌جامگان مشهد آغاز شد و تراکتور با سه گل این تیم را در خانه خود شکست داد و در پایان این هفته همچنان به عنوان تیم صدرنشین در جدول لیگ برتر ماند.

### مهر
۲۴ مهر:‌تیم تراکتورسازی در دومین روز برگزاری مسابقات هفته هشتم لیگ به مصاف تیم سایپا رفت و در پایان نود دقیقه بازی بدون گل به تساوی کشیده شد. این تساوی باعث شد تا تیم تراکتورسازی صدر جدول را به تیم پرسپولیس واگذار نماید و به مکان دوم سقوط نمایید.
۲۹ مهر: تراکتورسازی نهمین بازی این فصل را در مقابل فولاد انجام داد و به نتیجه ۲ بر ۲ رسید.

### آبان
۶ آبان: تراکتورسازی در هفته دهم لیگ برتر در شهر تبریز، میهمان تیم همشهری خود گسترش فولاد بود. این بازی در ورزشگاه بنیان‌دیزل تبریز انجام شد و تراکتور توانست با گل‌های دقایق ۴۰ و ۴۶ ادینیو، تیم گسترش فولاد را شکست دهد. 

### آذر
۵ آذر: تراکتورسازی در هفته یازدهم لیگ برتر فوتبال ایران میزبان صبای قم بود که با نتیجه ۲ بر ۱ تیم صبا را شکست داد. محمد ابراهیمی در دقیقه ۵۴ بازی اولین گل تیم تراکتورسازی را به ثمر رساند و در ادامه و در دقیقه ۶۶ محمد ایران‌پوریان گل دوم تراکتورسازی را از روی نقطه پنالتی وارد دروازه حریف نمود و تک گل صبا را احمد حسن‌زاده در دقیقه ۷۱ به ثمر رساند.
۱۲ آذر: تراکتورسازی با نتیجه مساوی یک بر یک در مقابل تیم پدیده،‌ هفته دوازدهم را به پایان رساند. تک گل تراکتورسازی را فرزاد حاتمی در دقیقه ۳۸ و تک گل پدیده را محسن یوسفی در دقیقه ۶۱ بازی به ثمر رساندند.
۱۹ آذر:‌ در هفته سیزدهم رقابت‌های لیگ برتر فوتبال ایران تیم استقلال تهران  میزبان تراکتورسازی بود ولی این تیم تراکتورسازی بود که با نتیجه ۲ بر ۱ استقلال را در خانه شکست داد.
۲۶ آذر: تراکتورسازی در هفته چهاردهم در اصفهان به مصاف تیم سپاهان رفت و اولین شکست خود را با نتیجه ۲ بر ۱ در این فصل تجربه کرد.

### دی
۵ دی:‌ در هفته آخر نیم فصل اول رقابت‌های لیگ برتر فوتبال ایران،‌تیم تراکتورسازی به مصاف تیم نفت تهران رفت و این تیم را در خانه و با نتیجه ۲ بر صفر شکست داد. به این ترتیب تیم تراکتورسازی با ۳۰ امتیاز در رده دوم قرار گرفت.
جایگاه در پایان نیم فصل اول :
| رده | باشگاه      | بازی | برد | مساوی | باخت | زده | خورده | تفاضل | امتیاز | دستاوردها |
| --- | ----------- | ---- | --- | ----- | ---- | --- | ----- | ----- | ------ | --------- |
| ۲   | تراکتورسازی | ۱۵   | ۸   | ۶     | ۱    | ۲۴  | ۱۱    | ۱۳+   | ۳۰     |           |

آخرین بروزرسانی:‌ ۹ دی ۱۳۹۵

## بازیکنان

### فهرست بازیکنان
فهرست بازیکنان باشگاه فوتبال تراکتورسازی تبریز در فصل ۹۶–۱۳۹۵ به شرح زیر است:
| شماره |       | نقش       | بازیکن           |
| ----- | ----- | --------- | ---------------- |
| ۱     | ایران | دروازه‌بان | محمدرضا اخباری   |
| ۲     | ایران | مدافع     | محمد ایران‌پوریان |
| ۴     | ایران | مدافع     | خالد شفیعی       |
| ۵     | ایران | مدافع     | هادی محمدی       |
| ۶     | ایران | هافبک     | مهدی کیانی       |
| ۷     | ایران | هافبک     | سعید آقایی       |
| ۸     | ایران | مدافع     | محسن بنگر        |
| ۱۰    | ایران | هافبک     | محمد ابراهیمی    |
| ۱۱    | برزیل | مهاجم     | ادینیو           |
| ۱۳    | عراق  | هافبک     | کرار جاسم        |
| ۱۴    | ایران | هافبک     | محمد نوری        |

| شماره |       | نقش       | بازیکن            |
| ----- | ----- | --------- | ----------------- |
| ۱۶    | ایران | هافبک     | محمدرضا مهدی زاده |
| ۱۷    | ایران | هافبک     | سروش رفیعی        |
| ۲۰    | ایران | مهاجم     | مهدی شریفی        |
| ۲۱    | ایران | دروازه‌بان | فرزین گروسیان     |
| ۲۴    | ایران | مهاجم     | فرزاد حاتمی       |
| ۲۵    | ایران | مهاجم     | علیرضا رمضانی     |
| ۲۸    | ایران | هافبک     | محمد نادری        |
| ۶۶    | ایران | هافبک     | سینا عشوری        |
| ۷۰    | ایران | مهاجم     | امیر نصر آزادانی  |
| ۷۷    | ایران | مهاجم     | شهرام گودرزی      |

| شماره |       | نقش       | بازیکن           |
| ----- | ----- | --------- | ---------------- |
| ۱     | ایران | دروازه‌بان | محمدرضا اخباری   |
| ۲     | ایران | مدافع     | محمد ایران‌پوریان |
| ۴     | ایران | مدافع     | خالد شفیعی       |
| ۵     | ایران | مدافع     | هادی محمدی       |
| ۶     | ایران | هافبک     | مهدی کیانی       |
| ۷     | ایران | هافبک     | سعید آقایی       |
| ۸     | ایران | مدافع     | محسن بنگر        |
| ۱۰    | ایران | هافبک     | محمد ابراهیمی    |
| ۱۱    | برزیل | مهاجم     | ادینیو           |
| ۱۳    | عراق  | هافبک     | کرار جاسم        |
| ۱۴    | ایران | هافبک     | محمد نوری        |

| شماره |       | نقش       | بازیکن            |
| ----- | ----- | --------- | ----------------- |
| ۱۶    | ایران | هافبک     | محمدرضا مهدی زاده |
| ۱۷    | ایران | هافبک     | سروش رفیعی        |
| ۲۰    | ایران | مهاجم     | مهدی شریفی        |
| ۲۱    | ایران | دروازه‌بان | فرزین گروسیان     |
| ۲۴    | ایران | مهاجم     | فرزاد حاتمی       |
| ۲۵    | ایران | مهاجم     | علیرضا رمضانی     |
| ۲۸    | ایران | هافبک     | محمد نادری        |
| ۶۶    | ایران | هافبک     | سینا عشوری        |
| ۷۰    | ایران | مهاجم     | امیر نصر آزادانی  |
| ۷۷    | ایران | مهاجم     | شهرام گودرزی      |

| اخباری ایران‌پوریان محمدي شفیعی آقایی کیانی (C) عشوری محمد نوری کرار جاسم ابراهیمی ادینیو |
|                                                                                          |

## فهرست آخرین نقل‌وانتقالات

### تابستان
نقل‌وانتقالات باشگاه تراکتورسازی در فصل ۹۶–۱۳۹۵ به شرح زیر است:
| شماره |       | پست       | بازیکن                                        |
| ----- | ----- | --------- | --------------------------------------------- |
| 66    | ایران | هافبک     | سینا عشوری (از ذوب‌آهن، قبلاً در قرض)           |
|       | ایران | هافبک     | سعید مرادیزیر ۲۳ سال (از پارسه)               |
|       | ایران | مدافع     | محسن بنگرPL (از پرسپولیس)                     |
|       | ایران | مهاجم     | شهرام گودرزیPL (از گسترش فولاد)               |
| 10    | ایران | مهاجم     | محمد ابراهیمیPL (از گسترش فولاد)              |
|       | ایران | مدافع     | محمد نادریزیر ۲۳ سال (از مقاومت تهران)        |
|       | ایران | مدافع     | محمدرضا مهدی‌زادهزیر ۲۱ سال (از داماش)         |
|       | ایران | دروازه‌بان | محمد امین بهرامیزیر ۲۱ سال (از ذوب‌آهن)        |
|       | ایران | هافبک     | سهیل صالحیزیر ۲۱ سال (از نفت و گاز گچساران)   |
|       | ایران | هافبک     | علی طاهرانزیر ۲۱ سال (از تراکتورسازی)         |
| 14    | ایران | هافبک     | محمد نوری (از المسیمیر)                       |
| 13    | عراق  | هافبک     | کرار جاسم (از نفت الوصل)                      |
| 44    | ایران | مدافع     | هادی محمدیPL (از ذوب‌آهن)                      |
|       | ایران | هافبک     | علیرضا رمضانیPL (از استقلال)                  |
|       | برزیل | مهاجم     | ادینیو (از السیلیه)                           |
|       | ایران | مدافع     | عارف آغاسیزیر ۲۱ سال (از فولاد خوزستان)       |
|       | ایران | هافبک     | محمد پاپیزیر ۲۱ سال (از سپاهان – خدمت اجباری) |

| شماره |       | پست       | بازیکن                                        |
| ----- | ----- | --------- | --------------------------------------------- |
| 66    | ایران | هافبک     | سینا عشوری (از ذوب‌آهن، قبلاً در قرض)           |
|       | ایران | هافبک     | سعید مرادیزیر ۲۳ سال (از پارسه)               |
|       | ایران | مدافع     | محسن بنگرPL (از پرسپولیس)                     |
|       | ایران | مهاجم     | شهرام گودرزیPL (از گسترش فولاد)               |
| 10    | ایران | مهاجم     | محمد ابراهیمیPL (از گسترش فولاد)              |
|       | ایران | مدافع     | محمد نادریزیر ۲۳ سال (از مقاومت تهران)        |
|       | ایران | مدافع     | محمدرضا مهدی‌زادهزیر ۲۱ سال (از داماش)         |
|       | ایران | دروازه‌بان | محمد امین بهرامیزیر ۲۱ سال (از ذوب‌آهن)        |
|       | ایران | هافبک     | سهیل صالحیزیر ۲۱ سال (از نفت و گاز گچساران)   |
|       | ایران | هافبک     | علی طاهرانزیر ۲۱ سال (از تراکتورسازی)         |
| 14    | ایران | هافبک     | محمد نوری (از المسیمیر)                       |
| 13    | عراق  | هافبک     | کرار جاسم (از نفت الوصل)                      |
| 44    | ایران | مدافع     | هادی محمدیPL (از ذوب‌آهن)                      |
|       | ایران | هافبک     | علیرضا رمضانیPL (از استقلال)                  |
|       | برزیل | مهاجم     | ادینیو (از السیلیه)                           |
|       | ایران | مدافع     | عارف آغاسیزیر ۲۱ سال (از فولاد خوزستان)       |
|       | ایران | هافبک     | محمد پاپیزیر ۲۱ سال (از سپاهان – خدمت اجباری) |

| شماره |         | پست       | بازیکن                                               |
| ----- | ------- | --------- | ---------------------------------------------------- |
| 3     | ایران   | مدافع     | شجاع خلیل‌زاده (به سپاهان – بازگشت از خدمت سربازی)    |
| 5     | برزیل   | مدافع     | کارلوس آلکساندر کاردوسو (پایان قرارداد)              |
| 8     | ایران   | مهاجم     | شاهین ثاقبی (به ملوان – بازگشت از خدمت سربازی)       |
| 11    | ایران   | هافبک     | بختیار رحمانی (به استقلال)                           |
| 12    | ایران   | دروازه‌بان | مسعود همامی (پایان قرارداد)                          |
| 15    | ایران   | هافبک     | ایوب کلانتری (به سیاه‌جامگان)                         |
| 16    | ایران   | هافبک     | محمد پور رحمت‌الله (به ملوان – بازگشت از خدمت سربازی) |
| 18    | فیلیپین | هافبک     | ایان رمزی (به ان. ئی. سی)                            |
| 19    | برزیل   | هافبک     | آگوستو سزار موریرا (بازگشت از قرض به اینترناسیونال)  |
| 27    | کامرون  | مهاجم     | آلویس نانگ (پایان قرارداد)                           |
| 34    | ایران   | مهاجم     | مهران قربان‌پور (به ماشین‌سازی)                        |
| 40    | ایران   | مدافع     | علی حمودی (به سپاهان – بازگشت از خدمت سربازی)        |
| 44    | ایران   | مدافع     | پیمان کشاورز (به ماشین‌سازی)                          |
| 88    | ایران   | هافبک     | فردین عابدینی (پایان قرارداد)                        |
|       | ایران   | هافبک     | سعید مرادی (قرض به سیاه‌جامگان، قبلاً در پارسه)        |

| شماره |         | پست       | بازیکن                                               |
| ----- | ------- | --------- | ---------------------------------------------------- |
| 3     | ایران   | مدافع     | شجاع خلیل‌زاده (به سپاهان – بازگشت از خدمت سربازی)    |
| 5     | برزیل   | مدافع     | کارلوس آلکساندر کاردوسو (پایان قرارداد)              |
| 8     | ایران   | مهاجم     | شاهین ثاقبی (به ملوان – بازگشت از خدمت سربازی)       |
| 11    | ایران   | هافبک     | بختیار رحمانی (به استقلال)                           |
| 12    | ایران   | دروازه‌بان | مسعود همامی (پایان قرارداد)                          |
| 15    | ایران   | هافبک     | ایوب کلانتری (به سیاه‌جامگان)                         |
| 16    | ایران   | هافبک     | محمد پور رحمت‌الله (به ملوان – بازگشت از خدمت سربازی) |
| 18    | فیلیپین | هافبک     | ایان رمزی (به ان. ئی. سی)                            |
| 19    | برزیل   | هافبک     | آگوستو سزار موریرا (بازگشت از قرض به اینترناسیونال)  |
| 27    | کامرون  | مهاجم     | آلویس نانگ (پایان قرارداد)                           |
| 34    | ایران   | مهاجم     | مهران قربان‌پور (به ماشین‌سازی)                        |
| 40    | ایران   | مدافع     | علی حمودی (به سپاهان – بازگشت از خدمت سربازی)        |
| 44    | ایران   | مدافع     | پیمان کشاورز (به ماشین‌سازی)                          |
| 88    | ایران   | هافبک     | فردین عابدینی (پایان قرارداد)                        |
|       | ایران   | هافبک     | سعید مرادی (قرض به سیاه‌جامگان، قبلاً در پارسه)        |

### زمستان
نقل و انتقالات زمستان:

## عملکرد باشگاه در فصل شانزدهم لیگ برتر ایران

### نیم‌فصل نخست
| جدول نتایج باشگاه تراکتورسازی تبریز در نیم‌فصل نخست فصل چهاردهم لیگ برتر ایران | جدول نتایج باشگاه تراکتورسازی تبریز در نیم‌فصل نخست فصل چهاردهم لیگ برتر ایران | جدول نتایج باشگاه تراکتورسازی تبریز در نیم‌فصل نخست فصل چهاردهم لیگ برتر ایران | جدول نتایج باشگاه تراکتورسازی تبریز در نیم‌فصل نخست فصل چهاردهم لیگ برتر ایران | جدول نتایج باشگاه تراکتورسازی تبریز در نیم‌فصل نخست فصل چهاردهم لیگ برتر ایران | جدول نتایج باشگاه تراکتورسازی تبریز در نیم‌فصل نخست فصل چهاردهم لیگ برتر ایران | جدول نتایج باشگاه تراکتورسازی تبریز در نیم‌فصل نخست فصل چهاردهم لیگ برتر ایران | جدول نتایج باشگاه تراکتورسازی تبریز در نیم‌فصل نخست فصل چهاردهم لیگ برتر ایران | جدول نتایج باشگاه تراکتورسازی تبریز در نیم‌فصل نخست فصل چهاردهم لیگ برتر ایران | جدول نتایج باشگاه تراکتورسازی تبریز در نیم‌فصل نخست فصل چهاردهم لیگ برتر ایران | جدول نتایج باشگاه تراکتورسازی تبریز در نیم‌فصل نخست فصل چهاردهم لیگ برتر ایران | جدول نتایج باشگاه تراکتورسازی تبریز در نیم‌فصل نخست فصل چهاردهم لیگ برتر ایران | جدول نتایج باشگاه تراکتورسازی تبریز در نیم‌فصل نخست فصل چهاردهم لیگ برتر ایران | جدول نتایج باشگاه تراکتورسازی تبریز در نیم‌فصل نخست فصل چهاردهم لیگ برتر ایران | جدول نتایج باشگاه تراکتورسازی تبریز در نیم‌فصل نخست فصل چهاردهم لیگ برتر ایران |
| هفته                                                                          | تاریخ مسابقه                                                                  | ساعت برگزاری                                                                  | استادیوم                                                                      | میزبان                                                                        | نتیجه                                                                         | مهمان                                                                         | فیلم خلاصه بازی‌ها                                                             | جزئیات بازی‌ها                                                                 | داور                                                                          | تماشاگران تراکتور                                                             | گلزن‌های تراکتور                                                               | کارت‌های تراکتور                                                               | امتیاز                                                                        | رتبه                                                                          |
| ----------------------------------------------------------------------------- | ----------------------------------------------------------------------------- | ----------------------------------------------------------------------------- | ----------------------------------------------------------------------------- | ----------------------------------------------------------------------------- | ----------------------------------------------------------------------------- | ----------------------------------------------------------------------------- | ----------------------------------------------------------------------------- | ----------------------------------------------------------------------------- | ----------------------------------------------------------------------------- | ----------------------------------------------------------------------------- | ----------------------------------------------------------------------------- | ----------------------------------------------------------------------------- | ----------------------------------------------------------------------------- | ----------------------------------------------------------------------------- |
| ۱                                                                             | ۱۳۹۵/۰۵/۰۴                                                                    | ۱۸:۰۰                                                                         | باکری                                                                         | تراکتورسازی                                                                   | ۲–۲                                                                           | استقلال خوزستان                                                               | فیلم                                                                          | جزئیات                                                                        |                                                                               | ۵۰۰۰                                                                          | ۱۰' ادینهو · ۶۰' حاتمی                                                        | '۶۰ رفیعی                                                                     | ۱                                                                             | ۶                                                                             |
| ۲                                                                             | ۱۳۹۵/۰۵/۱۱                                                                    | ۲۰:۴۵                                                                         | تختی                                                                          | نفت آبادان                                                                    | ۰–۰                                                                           | تراکتورسازی                                                                   | فیلم                                                                          | جزئیات                                                                        | خورشیدی                                                                       | ۱۰۰۰۰                                                                         |                                                                               | '۶۴ محمدی                                                                     | ۲                                                                             | ۷                                                                             |
| ۳                                                                             | ۱۳۹۵/۰۵/۱۷                                                                    | ۱۹:۰۰                                                                         | باکری                                                                         | تراکتورسازی                                                                   | ۳–۱                                                                           | پیکان                                                                         | فیلم                                                                          | جزئیات                                                                        | مهدوی                                                                         | ۵۰۰۰                                                                          | ۲۴' ادینهو · ۲۶'ابراهیمی · ۵۱' کرار                                           | '۲۵ایران‌پوریان                                                                | ۵                                                                             | ۳                                                                             |
| ۴                                                                             | ۱۳۹۵/۰۵/۲۱                                                                    | ۱۸:۰۰                                                                         | مرزداران                                                                      | ماشین‌سازی                                                                     | ۲-۰                                                                           | تراکتورسازی                                                                   |                                                                               |                                                                               |                                                                               | ۵۰۰۰                                                                          | ۳۰' ۹۲' · ایران‌پوریان                                                         | '۵۶ خالد شفیعی '۱۲ لوسیانو ادینیو '۸۸ مهدی کیانی\|مهدی کیانی                  | ۸                                                                             | ۲                                                                             |
| ۵                                                                             | ۱۳۹۵/۰۶/۲۰                                                                    | ۱۸:۴۵                                                                         | یادگارامام                                                                    | تراکتورسازی                                                                   | ۰-۰                                                                           | پرسپولیس                                                                      |                                                                               |                                                                               |                                                                               | ۵۰۰۰                                                                          |                                                                               | '۲۶ نوری '۳۴ محمدی '۸۰ عشوری                                                  | ۹                                                                             | ۲                                                                             |
| ۶                                                                             | ۱۳۹۵/۰۶/۲۵                                                                    | ۱۸:۳۰                                                                         | فولادشهر                                                                      | ذوب‌آهن                                                                        | ۲-۱                                                                           | تراکتورسازی                                                                   |                                                                               |                                                                               |                                                                               | ۱۰۰۰                                                                          | ۳۹'ایران‌پوریان · ۷۴' عشوری                                                    | '۳۲‌ایران‌پوریان '۸۶ آقایی                                                      | ۱۲                                                                            | ۱                                                                             |
| ۷                                                                             | ۱۳۹۵/۰۶/۳۰                                                                    | ۱۸:۵۰                                                                         | یادگارامام                                                                    | تراکتورسازی                                                                   | ۰-۳                                                                           | سیاه جامگان                                                                   |                                                                               |                                                                               |                                                                               | ۲۰۰۰                                                                          | ۳' ایران‌پوریان · ۵۸' حاتمی · ۹۰+۲‌'کیانی                                       | '۱۰خالد شفیعی '۸۵محمدی '۹۰ رفیعی                                              | ۱۵                                                                            | ۱                                                                             |
| ۸                                                                             | ۱۳۹۵/۰۷/۲۴                                                                    | ۱۷:۰۰                                                                         | دستگردی                                                                       | سایپا                                                                         | ۰-۰                                                                           | تراکتورسازی                                                                   |                                                                               |                                                                               |                                                                               | ۱۰۰۰                                                                          |                                                                               | '۷۵ حاتمی '۸۰ نوری                                                            | ۱۶                                                                            | ۲                                                                             |
| ۹                                                                             | ۱۳۹۵/۰۷/۲۹                                                                    | ۱۷:۰۰                                                                         | یادگارامام                                                                    | تراکتورسازی                                                                   | ۲-۲                                                                           | فولاد                                                                         |                                                                               |                                                                               |                                                                               | ۵۰۰۰                                                                          | ۳' ادینیو · ۶۶' رفیعی                                                         | '۳۰ اخباری '۶۸ محمدی                                                          | ۱۷                                                                            | ۲                                                                             |
| ۱۰                                                                            | ۱۳۹۵/۰۸/۰۶                                                                    | ۱۴:۴۵                                                                         | بنیان دیزل                                                                    | گسترش فولاد                                                                   | ۲-۰                                                                           | تراکتورسازی                                                                   |                                                                               |                                                                               |                                                                               | ۲۵۰۰                                                                          | ۴۱' ۴۶' · ادینیو                                                              | '۳۲ کیانی '۵۶ آقایی '۷۱ شفیعی '۸۰ کرار                                        | ۲۰                                                                            | ۲                                                                             |
| ۱۱                                                                            | ۱۳۹۵/۰۹/۰۵                                                                    | ۱۴:۳۰                                                                         | یادگارامام                                                                    | تراکتورسازی                                                                   | ۱-۲                                                                           | صبا                                                                           |                                                                               |                                                                               |                                                                               | ۵۰۰۰                                                                          | ۵۴' ابراهیمی · ۶۶' ایران‌پوریان                                                | '۱۹ نوری '۸۳ کرار                                                             | ۲۳                                                                            | ۱                                                                             |
| ۱۲                                                                            | ۱۳۹۵/۰۹/۱۲                                                                    | ۱۵:۱۵                                                                         | یادگارامام                                                                    | تراکتورسازی                                                                   | ۱-۱                                                                           | پدیده                                                                         |                                                                               |                                                                               |                                                                               | ۵۰۰۰                                                                          | ۳۸' حاتمی                                                                     | '۹۰+۱ شفیعی                                                                   | ۲۴                                                                            | ۱                                                                             |
| ۱۳                                                                            | ۱۳۹۵/۰۹/۱۹                                                                    | ۱۵:۰۰                                                                         | آزادی                                                                         | استقلال                                                                       | ۲-۱                                                                           | تراکتورسازی                                                                   |                                                                               |                                                                               |                                                                               | ۶۵۰۰۰                                                                         | ۵۶' ۶۸' حاتمی                                                                 | '۷۷ حاتمی                                                                     | ۲۷                                                                            | ۱                                                                             |
| ۱۴                                                                            | ۱۳۹۵/۰۹/۲۶                                                                    | ۱۵:۱۵                                                                         | یادگارامام                                                                    | تراکتورسازی                                                                   | ۲-۱                                                                           | سپاهان                                                                        |                                                                               |                                                                               |                                                                               | ۵۰۰۰                                                                          | ۷۱' حاتمی                                                                     | '۶۲ رفیعی '۷۸ گودرزی '۹۰+۲ کرار                                               | ۲۷                                                                            | ۲                                                                             |
| ۱۵                                                                            | ۱۳۹۵/۱۰/۰۵                                                                    | ۱۵:۰۰                                                                         | تختی                                                                          | نفت                                                                           | ۲-۰                                                                           | تراکتورسازی                                                                   |                                                                               |                                                                               |                                                                               |                                                                               | ۶۳' شریفی · ۷۲' نوری                                                          |                                                                               | ۳۰                                                                            | ۲                                                                             |
|                                                                               |                                                                               |                                                                               |                                                                               |                                                                               |                                                                               |                                                                               |                                                                               |                                                                               |                                                                               | میانگین هر بازی                                                               | ۲۴ گل                                                                         | ۲۹ کارت ۰ کارت                                                                | ۳۰                                                                            | ۲                                                                             |

### آمار نتایج فصل
| نیم فصل | تعداد بازی | برد | تساوی | باخت | گل زده | گل خورده | تفاضل گل | امتیاز | رتبه |
| ------- | ---------- | --- | ----- | ---- | ------ | -------- | -------- | ------ | ---- |
| اول     | ۱۵         | ۸   | ۶     | ۱    | ۲۴     | ۱۱       | ۱۳+      | ۳۰     | ۲    |
| دوم     | ۰          | ۰   | ۰     | ۰    | ۰      | ۰        | ۰        | ۰      |      |
| کل      | ۱۵         | ۸   | ۶     | ۱    | ۲۴     | ۱۱       | ۱۳+      | ۳۰     | ۲    |

تاریخ آخرین بروزرسانی: ۱۲ دی ۱۳۹۵

## تیم از نگاه آمار

### آمار کلی بازیکنان تراکتور
| ردیف | شماره | پست        | ملیت  | بازیکن            | بازی | Substituted in | Substituted off | گل | Penalty scored | پاس | کارت زرد | کارت زرد دوم | کارت قرمز |
| ---- | ----- | ---------- | ----- | ----------------- | ---- | -------------- | --------------- | -- | -------------- | --- | -------- | ------------ | --------- |
| ۱    | 1     | دروازه بان | ایران | محمد رضا اخباری   | ۱۴   | ۰              | ۰               | ۰  | ۰              | ۰   | ۱        | ۰            | ۰         |
| ۲    | 2     | مدافع      | ایران | محمد ایران‌پوریان  | ۱۴   | ۰              | ۰               | ۵  | ۴              | ۵   | ۲        | ۰            | ۰         |
| ۳    | 6     | هافبک      | ایران | مهدی کیانی        | ۱۴   | ۰              | ۰               | ۱  | ۰              | ۰   | ۲        | ۰            | ۰         |
| ۴    | 27    | مدافع      | ایران | هادی محمدی        | ۱۳   | ۰              | ۰               | ۰  | ۰              | ۰   | ۴        | ۰            | ۰         |
| ۵    | 4     | مدافع      | ایران | خالد شفیعی        | ۱۲   | ۱              | ۰               | ۰  | ۰              | ۰   | ۴        | ۰            | ۰         |
| ۶    | 10    | هافبک      | ایران | محمد ابراهیمی     | ۹    | ۱              | ۴               | ۱  | ۰              | ۳   | ۰        | ۰            | ۰         |
| ۷    | 7     | هافبک      | ایران | سعید آقایی        | ۹    | ۰              | ۱               | ۰  | ۰              | ۰   | ۳        | ۰            | ۰         |
| ۸    | 24    | مهاجم      | ایران | فرزاد حاتمی       | ۸    | ۳              | ۲               | ۶  | ۰              | ۰   | ۲        | ۰            | ۰         |
| ۹    | 17    | هافبک      | ایران | سروش رفیعی        | ۷    | ۰              | ۷               | ۱  | ۰              | ۳   | ۳        | ۰            | ۰         |
| ۱۰   | 13    | هافبک      | عراق  | محمد کرار جاسم    | ۵    | ۵              | ۲               | ۱  | ۰              | ۲   | ۳        | ۰            | ۰         |
| ۱۱   | 14    | هافبک      | ایران | محمد نوری         | ۳    | ۳              | ۷               | ۱  | ۰              | ۰   | ۳        | ۰            | ۰         |
| ۱۲   | 77    | مهاجم      | ایران | شهرام گودرزی      | ۲    | ۸              | ۱               | ۰  | ۰              | ۰   | ۱        | ۰            | ۰         |
| ۱۳   | 66    | هافبک      | ایران | سینا عشوری        | ۲    | ۴              | ۱               | ۱  | ۰              | ۰   | ۱        | ۰            | ۰         |
| ۱۴   | 16    | هافبک      | ایران | محمدرضا مهدی زاده | ۲    | ۲              | ۱               | ۰  | ۰              | ۰   | ۰        | ۰            | ۰         |
| ۱۵   | 8     | مدافع      | ایران | محسن بنگر         | ۲    | ۲              | ۰               | ۰  | ۰              | ۰   | ۰        | ۰            | ۰         |
| ۱۶   | 11    | مهاجم      | برزیل | ادینیو            | ۱    | ۳              | ۱۰              | ۵  | ۰              | ۰   | ۱        | ۰            | ۰         |
| ۱۷   | 20    | مهاجم      | ایران | مهدی شریفی        | ۰    | ۲              | ۱               | ۱  | ۰              | ۰   | ۰        | ۰            | ۰         |
| ۱۸   | 28    | هافبک      | ایران | محمد ناصری        | ۰    | ۱              | ۰               | ۰  | ۰              | ۰   | ۰        | ۰            | ۰         |
| ۱۹   | 25    | مهاجم      | ایران | علیرضا رمضانی     | ۰    | ۱              | ۰               | ۰  | ۰              | ۰   | ۰        | ۰            | ۰         |
| ۲۰   | 21    | دروازه بان | ایران | فرزین گروسیان     | ۰    | ۰              | ۰               | ۰  | ۰              | ۰   | ۰        | ۰            | ۰         |
| ۲۱   | 70    | مهاجم      | ایران | امیر نصر آزادی    | ۰    | ۰              | ۰               | ۰  | ۰              | ۰   | ۰        | ۰            | ۰         |

آخرین بروزرسانی: ۱۲ دی ۱۳۹۵

منبع: iplstats

## عملکرد تیم در لیگ قهرمانان آسیا ۲۰۱۷
ساعت بازی‌ها، به وقت تهران هستند. 
تراکتورسازی به دلیل عدم کسب سهمیه لیگ قهرمانان در لیگ برتر پارسال موفق به صعود به لیگ قهرمانان این فصل نشد.

## عملکرد تیم در جام حذفی ۹۶–۱۳۹۵

### مرحله دوم (دور یک ۳۲ام)
| ۹ مهر ۱۳۹۵ ۵۸    | تراکتورسازی                            | ۲ – ۰ | فولاد یاسوج | تبریز |
| ۱۵:۰۰ بوقت تهران | ۴۸'محمد ایران‌پوریان · ۷۰'محمد ابراهیمی |       |             |       |

### مرحله سوم (دور یک ۱۶ام)
| ۱۰ آبان ۱۳۹۵ ۶۶  | ملوان | ۰ – ۱ | تراکتورسازی          | بندر انزلی |
| ۱۴:۰۰ بوقت تهران |       |       | محمد ایران‌پوریان ۲۲' |            |

### مرحله چهارم (دور یک ۸ام)
| ۲۸ آبان ۱۳۹۵ ۸۵  | تراکتورسازی                     | ۲ – ۰ | برق جدید فارس | تبریز            |
| ۱۳:۳۰ بوقت تهران | محمد نوری ۳۷' · فرزاد حاتمی ۶۲' |       |               | تماشاگران: ۴٬۰۰۰ |

### مرحله پنجم (دور یک ۴ام)
| ۳۰ آذر ۱۳۹۵      | نفت و گاز گچساران | ۱ – ۳ | تراکتورسازی                                         | تبریز |
| ۱۴:۰۰ بوقت تهران | ۷۹'هادی حنیفر     |       | ۱۸'شهرام گودرزی · ۳۰'فرزاد حاتمی · ۷۷'محمد ابراهیمی |       |

### مرحله ششم (دور یک ۲ام)
| ۱۱ دی ۱۳۹۵       | ذوب‌آهن                            | ۲ – ۳ | تراکتورسازی                                         | اصفهان                    |
| ۱۴:۳۰ بوقت تهران | ۴۳'احسان پهلوان · ۱۲۰'جری بنگتسون |       | ۹۰'فرزاد حاتمی · ۹۳'محمد ابراهیمی · ۱۲۰+۱'محمد نوری | ورزشگاه: ورزشگاه فولادشهر |

### مرحله هفتم (فینال)
|            | نفت | v | تراکتورسازی |  |
| بوقت تهران |     |   |             |  |